# Florin Mergea
Florin Mergea (nacido el 26 de enero de 1985) es un tenista profesional rumano.

## Carrera
Su Apodo es "Dodo". Habla inglés y francés. Comenzó a jugar tenis a los seis años. Su superficie favorita es la pista dura. Sus torneos favoritos son Wimbledon y el US Open.
Su ranking individual más alto logrado en el ranking mundial ATP, fue el n.º 243 el 9 de mayo de 2005. Mientras que en dobles alcanzó el puesto n.º 7 el 13 de julio de 2015.
Hasta el momento ha obtenido 17 títulos en su carrera, 1 de la categoría ATP World Tour 500, 2 ATP World Tour 250 y el resto de la categoría ATP Challenger Series, todos ellos en modalidad de dobles.

### Copa Davis
Desde el año 2003 es participante del Equipo de Copa Davis de Rumania. Tiene en esta competición un récord total de partidos ganados/perdidos de 5/5 (1/1 en individuales y 4/4 en dobles).

### 2014
Junto al croata Marin Draganja ganó su primer título ATP World Tour 500, tras coronar su campaña "mata-gigantes" venciendo a los máximos favoritos Alexander Peya y Bruno Soares 6-4, 7-5 en la final del Torneo de Hamburgo. La dupla croata/rumana se quedó con 500 puntos para el Ranking Emirates ATP de Dobles por Equipos y compartieron € 84,970 en dinero. En camino a su primera final, además habían dejado fuera a los cuartos favoritos Jamie Murray y John Peers en semifinales y los segundos favoritos David Marrero y Fernando Verdasco en cuartos de final. Anteriormente la pareja Draganja y Mergea llegaron a semifinales en Roland Garros (perdiendo ante la pareja española Marcel Granollers/Marc López), luego de imponerse a Daniel Nestor y Nenad Zimonjic en cuartos de final.

## Títulos ATP (7; 0+7)

### Dobles (7)
| Leyenda                         |
| Grand Slam (0)                  |
| ATP Wourld Tour Finals (0)      |
| Juegos Olímpicos (0)            |
| ATP Masters 1000 World Tour (1) |
| ATP World Tour 500 series (2)   |
| ATP World Tour 250 series (4)   |

| N.º | Fecha                 | Torneo       | Superficie    | Compañero            | Oponentes en la final             | Resultado           |
| --- | --------------------- | ------------ | ------------- | -------------------- | --------------------------------- | ------------------- |
| 1.  | 20 de octubre de 2013 | Viena        | Dura (i)      | Lukáš Rosol          | Julian Knowle Daniel Nestor       | 7-5, 6-4            |
| 2.  | 8 de febrero de 2014  | Viña del Mar | Tierra batida | Oliver Marach        | Juan Sebastián Cabal Robert Farah | 6-3, 6-4            |
| 3.  | 20 de julio de 2014   | Hamburgo     | Tierra batida | Marin Draganja       | Alexander Peya Bruno Soares       | 6-4, 7-5            |
| 4.  | 10 de mayo de 2015    | Madrid       | Tierra batida | Rohan Bopanna        | Marcin Matkowski Nenad Zimonjić   | 6-2, 6-7(5), [11-9] |
| 5.  | 14 de junio de 2015   | Stuttgart    | Hierba        | Rohan Bopanna        | Alexander Peya Bruno Soares       | 5-7, 6-2, [10-7]    |
| 6.  | 25 de abril de 2016   | Bucarest     | Tierra batida | Horia Tecău          | Chris Guccione André Sá           | 7-5, 6-4            |
| 7.  | 30 de abril de 2017   | Barcelona    | Tierra batida | Aisam-ul-Haq Qureshi | Philipp Petzschner Alexander Peya | 6-4, 6-3            |

#### Finalista (7)
| N.º | Fecha                | Torneo                | Superficie    | Pareja         | Oponentes en la final         | Resultado         |
| 1.  | 8 de febrero de 2015 | Monpellier            | Dura (i)      | Dominic Inglot | Marcus Daniell Artem Sitak    | 6-3, 4-6, [16-14] |
| 2.  | 11 de abril de 2015  | Casablanca            | Tierra batida | Rohan Bopanna  | Rameez Junaid Adil Shamasdin  | 6-3, 2-6, [7-10]  |
| 3.  | 21 de junio de 2015  | Halle                 | Hierba        | Rohan Bopanna  | Raven Klaasen Rajeev Ram      | 6-7(5), 2-6       |
| 4.  | 22 de junio de 2015  | ATP World Tour Finals | Dura (i)      | Rohan Bopanna  | Jean-Julien Rojer Horia Tecău | 4-6, 3-6          |
| 5.  | 16 de enero de 2016  | Sídney                | Dura          | Rohan Bopanna  | Jamie Murray Bruno Soares     | 3-6, 6-7(6)       |
| 6.  | 8 de mayo de 2016    | Madrid                | Tierra batida | Rohan Bopanna  | Jean-Julien Rojer Horia Tecău | 4-6, 6-7(5)       |
| 7.  | 12 de agosto de 2016 | JJ.OO. Río 2016       | Dura          | Horia Tecău    | Marc López Rafael Nadal       | 2-6, 6-3, 4-6     |

## ATP Challenger Tour
| N.º | Fecha      | Torneo                    | Superficie    | Compañero             | Oponentes en la final                 | Resultado        |
| --- | ---------- | ------------------------- | ------------- | --------------------- | ------------------------------------- | ---------------- |
| 1.  | 08.08.2004 | Challenger de Timișoara   | Tierra batida | Horia Tecău           | Marius Călugăru Ciprian Petre Porumb  | 6–3, 6–3         |
| 2.  | 09.10.2004 | Challenger de Roma-2      | Tierra batida | Werner Eschauer       | Francesco Aldi Francesco Piccari      | 6–7(7), 6–3, 6–0 |
| 3.  | 30.06.2007 | Challenger de Almaty-2    | Tierra batida | Teodor-Dacian Crăciun | Alekséi Kedriuk Aleksandr Kudriávtsev | 6–2, 6–1         |
| 4.  | 09.09.2007 | Challenger de Brașov      | Tierra batida | Horia Tecău           | Adrian Cruciat Marcel-Ioan Miron      | 5–7, 6–3, [10–8] |
| 5.  | 02.03.2008 | Challenger de Cherburgo   | Dura(i)       | Horia Tecău           | Jean-Claude Scherrer Márcio Torres    | 7–5, 7–5         |
| 6.  | 17.05.2008 | Challenger de Marrakech   | Tierra batida | Frederico Gil         | James Auckland Jamie Delgado          | 6–2, 6–3         |
| 7.  | 29.06.2008 | Challenger de Constanța   | Tierra batida | Horia Tecău           | Júlio Silva Simone Vagnozzi           | 6–4, 6–2         |
| 8.  | 10.09.2011 | Challenger de Brașov      | Tierra batida | Victor Anagnastopol   | Dušan Lojda Benoît Paire              | 6–2, 6–3         |
| 9.  | 29.07.2012 | Challenger de Oberstaufen | Tierra batida | Andrei Dăescu         | Andréi Kuznetsov Jose Rubin Statham   | 7–6(7), 7–6(1)   |
| 10. | 25.08.2012 | Challenger de Segovia     | Dura          | Stefano Ianni         | Konstantín Kravchuk Frank Moser       | 6–2, 6–3         |
| 11. | 01.09.2012 | Challenger de Como        | Tierra batida | Philipp Marx          | Colin Ebelthite Jaroslav Pospíšil     | 6–4, 4–6, [10–4] |
| 12. | 14.10.2012 | Challenger de Rennes      | Dura          | Philipp Marx          | Tomasz Bednarek Mateusz Kowalczyk     | 6–3, 6–2         |
| 13. | 13.10.2013 | Challenger de Rennes      | Dura          | Oliver Marach         | Nicholas Monroe Simon Stadler         | 6-4, 3-6, [10-7] |
| 14. | 03.11.2013 | Challenger de Génova      | Dura (i)      | Oliver Marach         | František Čermák Philipp Oswald       | 6-4, 6-3         |